# Internacia Televido
Pour les articles homonymes, voir ITV.
Internacia Televido est une chaîne de télévision émettant en espéranto.
Le projet, initié par le Brésilien Flavio Rebelo à l'été 2003, a pu être concrétisé grâce au soutien de nombreux espérantophones des cinq continents. La chaîne est diffusée sur Internet depuis le 5 novembre 2005.

## Mort-née
En avril 2006, l'argent collecté venant à manquer, ITV arrêta ses émissions. Sous l'impulsion de Marcos Cramer, une recherche de promesses de dons se leva sur le site Pledgebank, où cinquante-deux personnes promirent de donner 10 € par mois. La diffusion recommença quelques mois, mais en août 2006, ITV arrêta son flux, sans en donner la raison.

## Raisons de l'échec
Sur le site internet préliminaire à la diffusion, on pouvait lire les motivations et la stratégie du gérant du site : les espérantistes sont en général des personnes ayant un niveau de vie quelque peu supérieur à la moyenne de leur pays, et pourront faire des dons importants, permettant d'en sortir au moins un salaire. Mais les espérantistes sont peut-être plutôt des personnes habitués à une diffusion peu onéreuse de leur langue (livres peu chers, voire gratuits dans leur version électroniques, cours dispensés par des bénévoles...), et certains furent réticents à l'idée de donner de l'argent les yeux fermés à un média cherchant à tirer un profit financier de l'espéranto.

## Des alternatives plus chanceuses
L'expérience de la diffusion de vidéo en espéranto sur Internet ne s'est cependant pas arrêté avec la disparition d'ITV. Le caractère associatif voire bénévole de l'espéranto semble s'être mieux adapté aux sites de partage de vidéos par Internet comme YouTube, Dailymotion ou encore Farbskatol', site entièrement consacré aux vidéos en espéranto.